# Albert Zafy

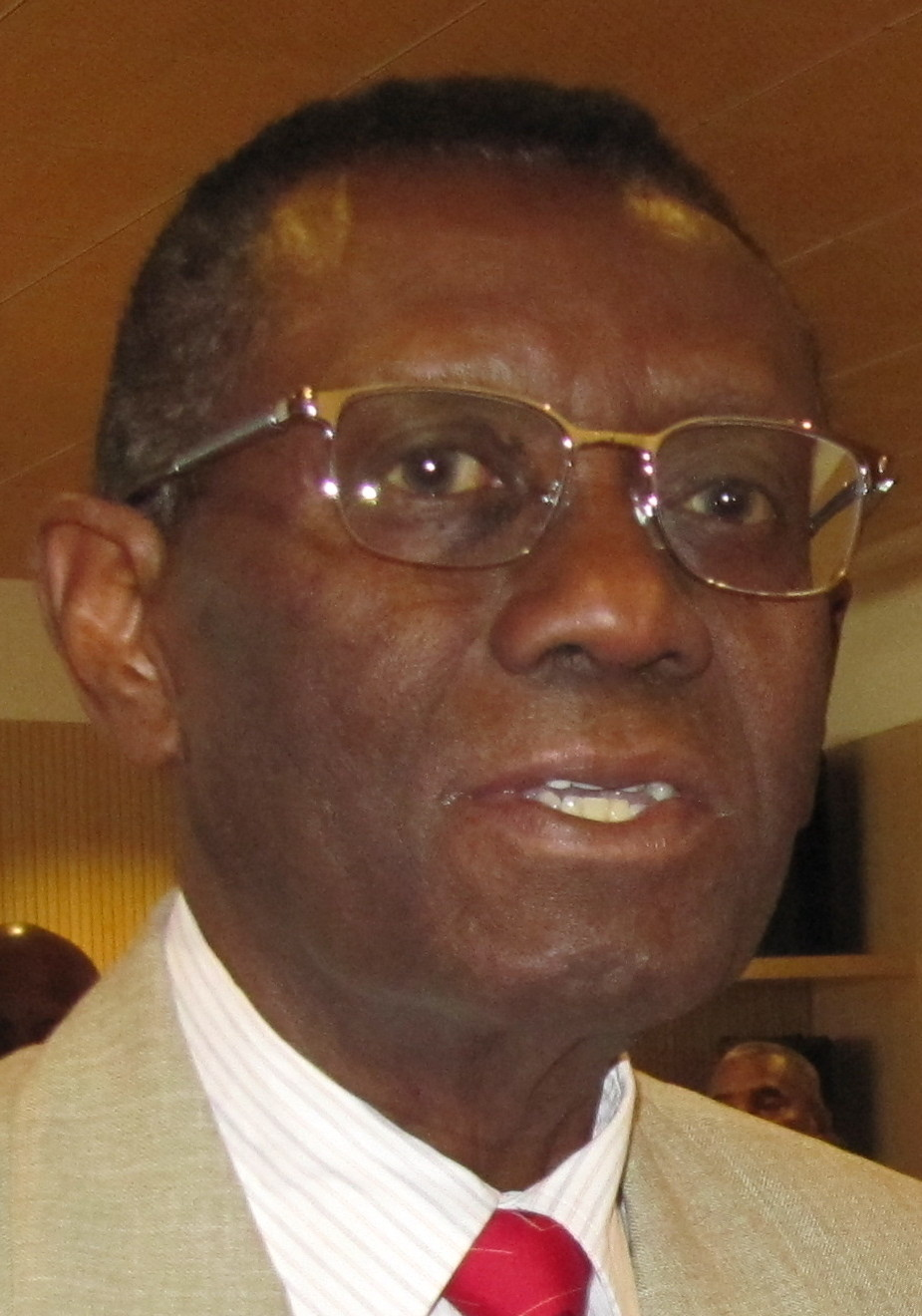
Albert Zafy

Albert Zafy (Betsihaka, 1 mei 1927 – Saint-Pierre (Réunion), 13 oktober 2017) was een Malagassisch politicus. Hij was president was van Madagaskar van 27 maart 1993 tot 5 september 1996.

## Levensloop
Zafy studeerde aan de Universiteit van Montpellier in Frankrijk. Na zijn terugkeer naar Madagaskar werd hij minister van gezondheidszorg en sociale diensten, onder het bewind van Gabriel Ramanantsoa. Nadat Didier Ratsiraka de macht had gegrepen in 1975, nam Zafy zijn ontslag bij de regering en ging hij studeren aan de Universiteit van Madagaskar.

### Oppositie
In 1988 stichtte hij de Union Nationale pour la Démocratie et le Développement (UNDD). Op een nationale conferentie van de oppositie in 1990 werd Zafy verkozen tot president van het Committee of Active Forces (CFV), een coöperatie van verschillende oppositiepartijen, waaronder ook de UNDD. Op 16 juli 1991 stichtte de CFV een alternatieve regering, met Zafy als eerste minister. Hij werd opgepakt en vastgehouden voor een week eind juli van dat jaar. Na een week werd hij vrijgelaten. Later raakte Zafy gewond tijdens een protestmars. De oppositie ging door met haar taken en dwong zelfs president Didier Ratsiraka om akkoord te gaan met de Panorama Convention op 31 oktober 1991, waarbij een overgangsregering werd gesticht en het grootste deel van Ratsiraka's bevoegdheden vervielen. Zafy kreeg op die manier steeds meer macht.

### Verkozen tot president
Zafy behaalde het grootste deel (45 procent) van de stemmen tijdens de eerste ronde van de presidentiële verkiezingen in november 1992. Ratsiraka werd tweede met 29 procent van de stemmen. Tijdens de tweede ronde, op 10 februari 1993, won Zafy de presidentsverkiezingen met 66,74 procent van de stemmen. Op 27 maart 1993 werd hij benoemd tot zesde president van Madagaskar. In juni 1993 behaalden de medestanders van Zafy een meerderheid in het parlement, tijdens de parlementaire verkiezingen.
Zafy's rivaliteit met eerste minister Francisque Ravony bracht hem ertoe om naar meer bevoegdheden te streven, en in september 1995 werd een succesvol referendum gehouden dat de bevoegdheden van de president wezenlijk uitbreidde. Dit gaf hem het gezag over de verkiezing van de eerste minister, een besluit dat vroeger in de handen van de National Assembly lag. Na het referendum werd de National Assembly verplicht om drie namen van kandidaten voor het presidentschap te geven, waaruit hij kon kiezen. De voorzitter kon ook de eerste minister verwerpen zonder nieuwe verkiezingen te aanvaarden. Ravony nam de volgende maand ontslag en Zafy benoemde Emmanuel Rakotovahiny als voorzitter van de UNDD.

### Ommekeer in het bewind
Zafy's presidentiële periode werd gekenmerkt door een krimpende economie, die de bevolkingsgroei in het land op negatieve wijze beïnvloedde. Beschuldigd van corruptie en machtsmisbruik, werd hij op 26 juli 1996 uit zijn ambt ontheven door de National Assembly. De beschuldiging werd gesteund door meer dan de noodzakelijke twee derde meerderheid aan afgevaardigden; van de 134 afgevaardigden stemden 99 voor, 32 tegen en waren er drie onthoudingen. Op 4 september bevestigde het Hoge Constitutionele Hof de beschuldiging. Op 5 september werd aangekondigd dat Zafy zijn ambt zou opgeven op 10 oktober. Hoewel hij zijn ontslag niet kon vertragen, kon hij zich als kandidaat aanmelden in de presidentiële verkiezing van eind 1996, die als gevolg van zijn ontslag waren georganiseerd.
Hoewel hij veel van zijn steun had verloren, kon Zafy zich tijdens de eerste ronde van de presidentsverkiezingen tevreden stellen met een tweede plaats (23,39 procent van de stemmen), na de andere kandidaat, ex-president Didier Ratsiraka, die 36,61 procent van de stemmen behaalde. Tijdens de tweede ronde kreeg Zafy meer steun van diegenen die, ondanks hun kritiek jegens Zafy, dachten dat hij ook verkiesbaar was tegen Ratsiraka. In de tweede ronde, gehouden op 29 december 1996, verloor Zafy nipt van Ratsiraka. Hij behaalde 49,29 procent van de stemmen. Hij beweerde later dat het Hoge Constitutionele Hof de stemmen hadden omgewisseld.

### Opstand
Zafy leidde een opstand om Ratsiraka van zijn ambt te ontdoen, begin 1998. Hij beschuldigde hem van diverse zaken, waaronder van meineed, nepotisme en het overtreden van de grondwet in de intentie om de macht van het presidentschap te versterken. De beschuldiging had geen been om op te staan en faalde in de National Assembly op 4 februari 1998, waarbij slechts 60 gedeputeerden voor stemden, terwijl er eigenlijk 92 nodig waren.
Op 31 augustus 2001 kondigde hij aan dat hij opnieuw zou deelnemen aan de verkiezingen, namelijk die van 2001. Hierbij behaalde hij amper 5 procent van de stemmen en bezette hij de derde plaats. Oppositieleider Marc Ravalomanana had een uitgebreid geschil met Ratsiraka over de verkiezingsresultaten, en Ratsiraka vluchtte in ballingschap.

### Leider van het CRN
Zafy was de leider van het National Reconciliation Committee (CRN), dat werd opgericht in juni 2002, om verzoening te promoten tussen de leidende personen in de politieke crisis, die volgden op de presidentsverkiezingen van 2001.

### Overlijden
Zafy overleed in 2017 op 90-jarige leeftijd in een ziekenhuis op het Franse overzeese departement Réunion.